# Telendos
Die kleine griechische Insel Telendos (griechisch Τέλενδος [ˈtɛlɛnðɔs] (f. sg.)) in der östlichen Ägäis wird von der Gemeinde Kalymnos in der Region Südliche Ägäis verwaltet.

## Lage
Telendos liegt etwa einen Kilometer westlich von Kalymnos. Die unbewohnten Inseln Epano liegen im Südwesten und Agia Kyriaki etwa 1,4 km südlich. Die ebenfalls unbewohnte Insel Kalavros liegt etwa 2 km nordöstlich vor der Bucht von Arginonda (Κόλπος Αργινώντα).
Das Bild von Telendos wird durch den Bergrücken Rachi (Ράχη) geprägt, der die Insel vom Aspros Kavos (Άσπρος Κάβος ‚Weißes Kap‘) im Westen bis Nahe der Ostküste durchzieht und in der Inselmitte 459 m erreicht. Im Südosten schließt sich eine etwa 900 m lange und fast 400 m breite, nach Süden ausgerichtete flache Halbinsel an, mit dem Kap Pnigmenos (Ακρωτήριο Πνιγμένος) als südlichstem Punkt der Insel. Der gleichnamige Ort der Insel liegt am Übergang zur Halbinsel auf der Ostseite. Gegenüber der Meeresstraße liegen auf Kalymnos die Orte Myrties und Masouri.

## Namen
Der Namensursprung Telendos wird heute als vorgriechisch betrachtet. Von Reisenden und Geographen des frühen Mittelalters wird die Insel Agalia oder Klarus bezeichnet. Der Florentiner Mönch und Reisende Cristoforo Buondelmonti bezeichnet die Insel 1420 mit dem Namen Telendos und beschreibt sie als unbewohnt. Auch auf einem griechischen Portolan vom Beginn des 16. Jahrhunderts ist der Name zu finden. Der italienische Geograph Francesco Piacenza erwähnt sie im Jahr 1688 ebenso und berichtet von einer unbewohnten Insel mit einem Kiefernwald. Von Rigas Velestinlis wird sie in der zweiten Hälfte des 18. Jahrhunderts als Klaros (Κλάρος) bezeichnet.

## Mythologie
Nach der Legende warf Telendos, der König von Pothea seine Tochter Potha wegen ihrer Liebe zu Andronikos, dem Prinzen von Kastelli auf Kalymnos, ins Meer. Ihr Körper erstarrte augenblicklich und ihr Gesicht zeichnete sich auf dem Rachi, dem höchsten Gipfel von Telendos, ab.

## Geschichte

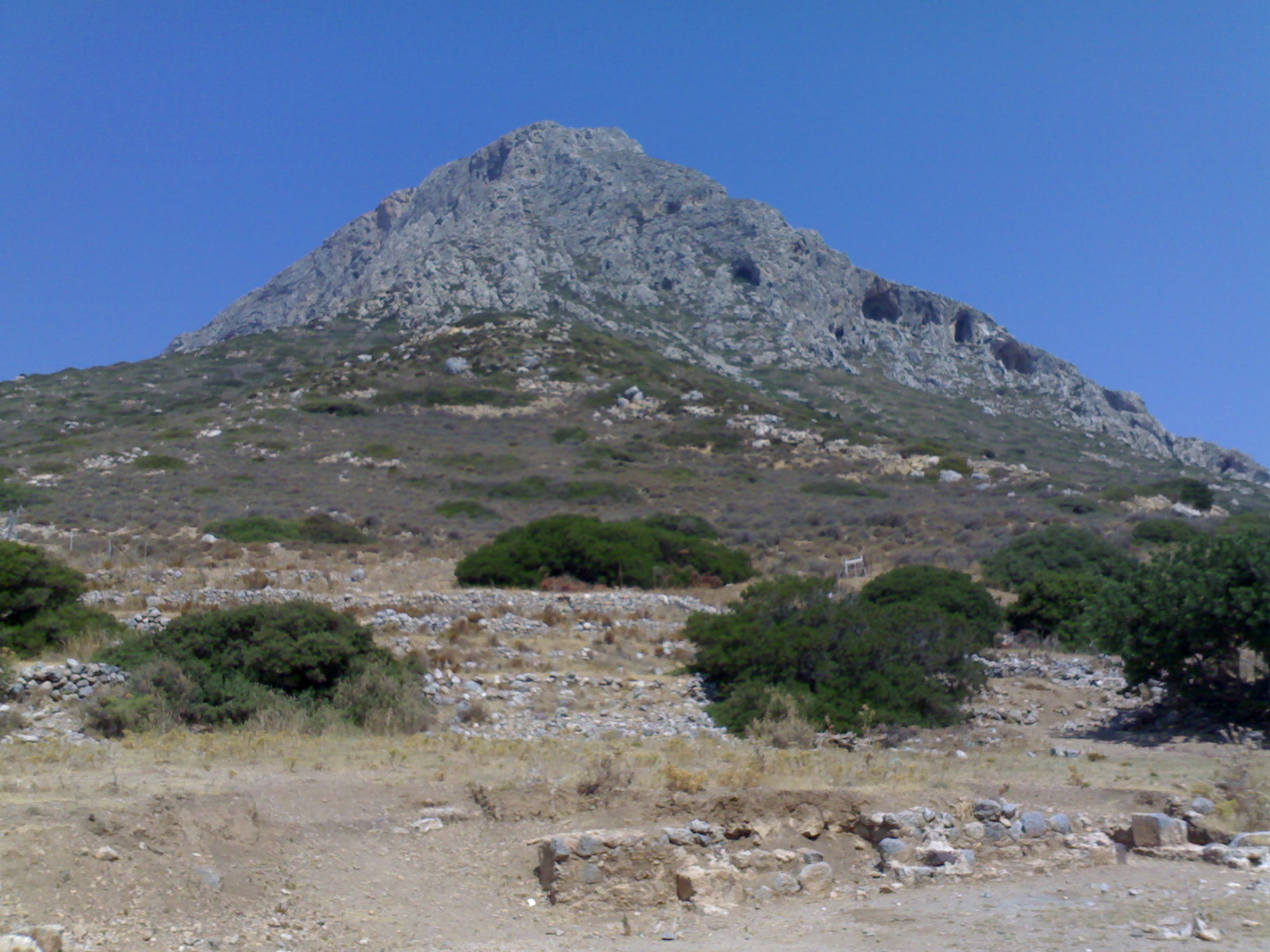
Ruinen auf Telendos

Die Geschichte von Telendos ist eng mit Kalymnos verknüpft, da die Insel infolge eines Erdbebens im Jahr 554 n. Chr. von der größeren Nachbarinsel abgetrennt wurde.
Ausgrabungen auf drei Privatgrundstücken in den Jahren 2000 bis 2001 sowie 2003 erbrachten den Nachweis, dass das Gebiet des heutigen Ortes von der hellenistischen Zeit bis zum Erdbeben in byzantinischer Zeit besiedelt war. Ruinen eines Theaters sind das bedeutendste Zeugnis der vorchristlichen Zeit. Die Siedlung vergrößerte sich während der römischen Zeit und erreichte ihre größte Ausdehnung in frühchristlichen Jahren. Überreste von fünf frühchristlichen Basiliken aus dem 5. und 7. Jahrhundert n. Chr. zeugen von einem wichtigen christlichen Zentrum.
Mitte des 7. Jahrhunderts n. Chr. in byzantinischer Zeit wurde der Ort aufgegeben und etwa 3 km nordwestlich in 300 m Höhe eine befestigte Siedlung gegründet. Der alte Ort am Meer wurde im 11. Jahrhundert nach und nach wieder besiedelt und die byzantinischen Siedlung verlassen. Im frühen 20. Jahrhundert ließen sich im östlichen Ortsteil von Telendos Schwammtaucher, Fischer und Matrosen nieder.

## Bevölkerungsentwicklung
Wie auf anderen kleinen Inseln verhindern auf Telendos mangelhafte Infrastruktur und eingeschränkte Ressourcen die wirtschaftliche Entwicklung, was zu einer kontinuierlichen Abnahme der Einwohnerzahl führt.
| Jahr      | 1947 | 1951 | 1961 | 1971 | 1981 | 1991 | 2001 | 2011 |
| --------- | ---- | ---- | ---- | ---- | ---- | ---- | ---- | ---- |
| Einwohner | 99   | 92   | 75   | 76   | 90   | 57   | 54   | 94   |

## Wirtschaft und Infrastruktur
Den Lebensunterhalt bestreiten die Bewohner durch Fischfang und Landwirtschaft zur Eigenversorgung im geringen Umfang. Die Haupteinnahmequelle ist der Individualtourismus. Auf der Insel existieren 200 Gästebetten.
Für Sportkletterer wurden seit 2007 mehrere Kletterrouten erschlossen. Darüber hinaus wurden in der Folgezeit noch weitere neue Gebiete angelegt und dokumentiert. Mittlerweile sind die Kletterer zu einem entscheidenden Wirtschaftsfaktor geworden, der eine saisonal ausgewogene Auslastung der Betriebe auch jenseits der Tourismus-Hochsaison (Jun - Aug) garantiert. Die besten Zeiten für einen Kletterausflug nach Telendos (oder auch Kalymnos) sind April - Anfang Juni, sowie September bis Anfang November. Im Herbst findet jedes Jahr ein großes internationales Kletterfestival auf Kalymnos und Telendos statt. Seit 2013 wird der Klettertourismus durch eine lokale Bergrettung überwacht, die von lokalen Geschäftsleuten und Spenden der Kletterer finanziert wird.
Telendos ist über den Hafen von Myrties auf Kalymnos alle 30 Minuten zu erreichen, die Fahrt dauert zehn Minuten. Darüber hinaus gibt es auch direkte Verbindungen zu den Klettergebieten auf Telendos durch der Fähren. Dadurch verkürzt sich die Anreise zu den Felsen auf Telendos von bisher 50 auf unter zehn Minuten.

## Natur

### Fauna
Ganzjährig leben Wanderfalken und Adlerbussarde auf Telendos, als Brutgebiet wird die Insel von Korallenmöwen, Eleonorenfalken und den von der IUCN als gefährdet eingestuften Rötelfalken aufgesucht.

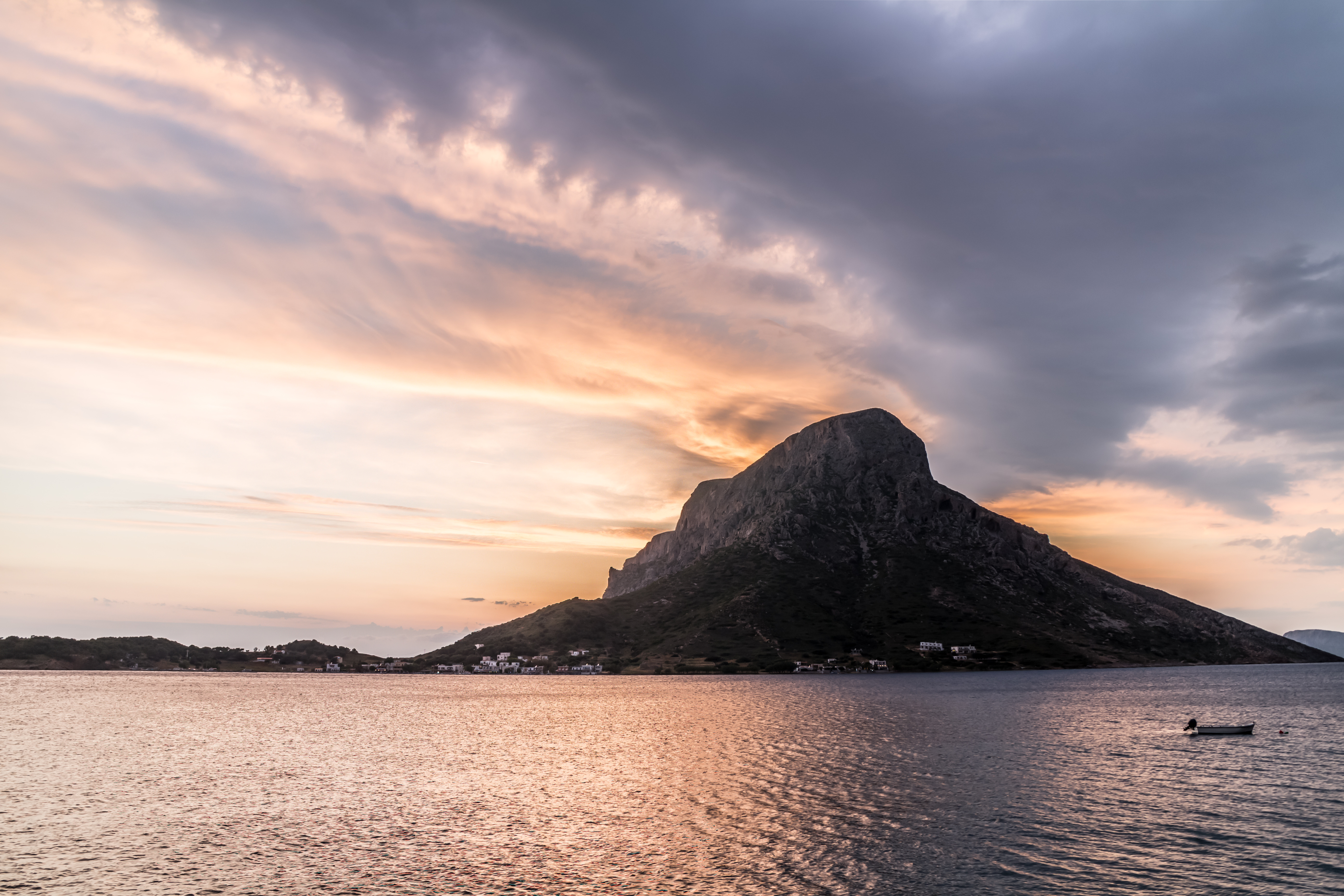
Sonnenuntergang der Insel Telendos

Die Griechischen Vogelschutzorganisation (Ελληνική Ορνιθολογική Εταιρεία), Partner von BirdLife International, hat die Insel ins Schutzprogramm von Eleonorenfalken aufgenommen und zählt sie zu den zehn wichtigsten Vogelschutzgebieten Griechenlands.

### Naturschutz
Zusammen mit anderen in der Nähe von Kalymnos gelegenen Inseln wurde Telendos ins Natura-2000-Netz der Europäischen Union als GR 4210019 Kalymnos’ islets: Epano, Nera, Sari and Telendos (Νησίδες Καλύμνου: Επάνω, Νερά, Σάρι και Τέλενδος) integriert und Teile davon zugleich als IBA („Important Bird Area“)-Gebiet GR 162 North and east Kalimnos, Telendos, and Kalolimnos islands and islets (Βόρεια και ανατολική Κάλυμνος, Τέλενδος, Καλόλιμνος και νησίδες) eingestuft.